# Uabau
Uabau is een bestuurslaag in het regentschap Belu van de provincie Oost-Nusa Tenggara, Indonesië. Uabau telt 943 inwoners (volkstelling 2010).